# 沿岸漁業等振興法
沿岸漁業等振興法（えんがんぎょぎょうとうしんこうほう、昭和38年8月1日法律第165号）は、水産資源の安定供給に関する法律である。通称沿振法（えんしんほう）。
1963年（昭和38年）8月1日に公布された。高度経済成長期に他産業と比して低い水準にあった沿岸漁業を中心とした中小漁業者の生産性向上と生活水準向上を主な目的としていた。
国や地方公共団体に対して水産資源の維持増大を図ることを義務付けるとともに、国会に対する年次報告や沿岸漁業等振興審議会の設置を定めており、日本の水産政策の基本法として運用されてきた。
社会情勢の変化により水産政策の見直しが行われるなか2001年（平成13年）6月29日、水産基本法が成立、即日施行された。これにより沿岸漁業等振興法は廃止され、日本の水産政策については水産基本法に引き継がれることになった。